# Кератиноцит
Кератиноцит (keratinocyte) — вид клітин, які на 95 % складаються з клітин епідермісу. Кератиноцити мігрують з глибших шарів епідермісу до поверхні шкіри й зрештою видаляються з неї.

## Функції
- Найголовнішою функцією є створення захисного бар'єра проти навколишнього середовища: бактерії, гриби, паразити, вірус, тепло, випромінювання і втрати води.
- Якщо, патогенні мікроорганізми починають вторгатися у шари епідермісу, кератиноцити можуть вступати в реакцію, виробляючи прозапальних медіаторів, зокрема хемокінів, які залучають лейкоцити до місця вторгнення.
- Вони також сприяють захисту організму від ультрафіолетового випромінювання.

## Взаємодія з іншими клітинами
В епідермісі вони пов'язані з іншими типами клітин: меланоцити і клітини Лангерганса. Кератиноцити утворюють щільні з'єднання з нервами шкіри та утримують клітини Лангерганса. Кератиноцити також модулюють імунну систему.

## Роль в загоєнні ран
Рани шкіри будуть відновленні частково за рахунок кератиноцитів. Перший набір кератиноцитів взявши участь в цьому ремонті, надходять з опуклість області волосяного фолікула. У вилікуваному епідермісі вони будуть замінені на кератиноцити, що походять з епідермісу.